# Вагрис, Янис Янович
Янис Вагрис (латыш. Jānis Vagris, в советских документах — Янис Янович Вагрис; 17 октября 1930 года, Наудитская волость, Латвия — 6 января 2023 года, Рига) — латвийский советский политический и государственный деятель. В 1988—1990 гг. — первый секретарь ЦК КПЛ. В 1991 году покинул политику и с тех пор крайне редко давал интервью и не комментировал политические процессы в Латвии.

## Биография
В 1955 году окончил механический факультет ЛГУ. В 1955—1958 гг. работал инженером-технологом на Елгавском машиностроительном заводе. В 1958 г. вступил в КПСС.
С 1958 г. на государственной и партийной работе. До 1961 г. заместитель председателя Елгавского горисполкома. В 1962—1964 гг. второй секретарь Елгавского горкома партии, в 1966—1973 гг. второй, затем первый секретарь Лиепайского горкома партии. В 1973—1978 гг. заведующий отделом ЦК КПЛ. В 1978—1985 гг. первый секретарь Рижского горкома партии. В 1979—1989 гг. депутат Совета Союза Верховного Совета СССР 10-11 созывов от Латвийской ССР.
С июня 1985 по октябрь 1988 гг. председатель Президиума Верховного совета Латвийской ССР. 4 октября 1988 г. избран первым секретарём ЦК КПЛ. По мнению Сандры Калниете, избрание на этот пост именно Вагриса — «серого человека с такими невыразительными чертами лица, что их даже трудно запомнить» (латыш. pelēks vīrs, kura sejas vaibsti bija tik neizteiksmīgi, ka tos pat grūti atsaukt atmiņā), — сыграло позитивную роль в развитии Поющей революции, показав бесперспективность расчётов на реформирующий потенциал коммунистической партии. Занимал этот пост до 1990 года, одновременно в 1986—1990 гг. член Центральной ревизионной комиссии КПСС.
В 1990 г. после раскола КПЛ стал членом Латвийской социал-демократической рабочей партии.
В 2010 г. награждён орденом Трёх звёзд.
Скончался 6 января 2023 года в Риге. Прощание прошло 13 января в Рижском крематории, похоронен там же.